# Clube do Remo
El Clube do Remo és un club de futbol brasiler de la ciutat de Belém a l'estat de Pará, fundat el 5 de febrer de 1905.

## Història
El Clube do Remo va ser fundat el 5 de febrer de 1905, com a Grupo do Remo. Els fundadors eren antics membres del Sport Club do Pará. El 14 de febrer de 1908, el Remo tancà les seves activitats després d'una assemblea general. El 29 de març del mateix any, membres del Remo i del Sport Club do Pará arribaren a un acotd amb el qual el Remo s'extingí oficialment el 1908. El 15 d'agost de 1911, el club fou reorganitzat de nou per iniciativa de Antonico Silva, Cândido Jucá, Carl Schumann, Elzaman Magalhães, Geraldo Motta, Jayme Lima, Norton Corllet, Oscar Saltão, Otto Bartels i Palmério Pinto.
El 2005, el club ascendí a la segona divisió brasilera després de guanyar el seu primer títol nacional, el de tercera divisió.

## Palmarès
- 1 Campionat brasiler Série C: 2005
- 42 Campionat paraense: 1913, 1914, 1915, 1916, 1917, 1918, 1919, 1924, 1925, 1926, 1930, 1933, 1936, 1940, 1949, 1950, 1952, 1953,1954, 1960, 1964, 1968, 1973, 1974, 1975, 1977, 1978, 1979, 1986, 1989, 1990, 1991, 1993, 1994, 1995, 1996, 1997, 1999, 2003, 2004, 2007, 2008, 2014, 2015, 2018, 2019
- 2 Copa Norte: 1968, 1969
- 1 Copa Norte-Nordeste: 1971

## Jugadors destacats
| - Aderson - Ageu "Sabiá" - Agnaldo - Alcino - Amoroso - Arthur - Belterra |  | - Bira - Clemer - Dico - Edil - François - Gian - Giovanni Silva de Oliveira |  | - Jaime - Luís Müller - Marido - Mesquita - Nelinho - Neves - Roberto (Diabo Louro) |  | - Rosemiro - Rubilar - Rubilota - Socó - Véliz - Robinho |